# Tylosis jimenezi
Tylosis jimenezi är en skalbaggsart som beskrevs av Dugès 1879. Tylosis jimenezi ingår i släktet Tylosis och familjen långhorningar. Inga underarter finns listade i Catalogue of Life.